# Whisky a Go Go

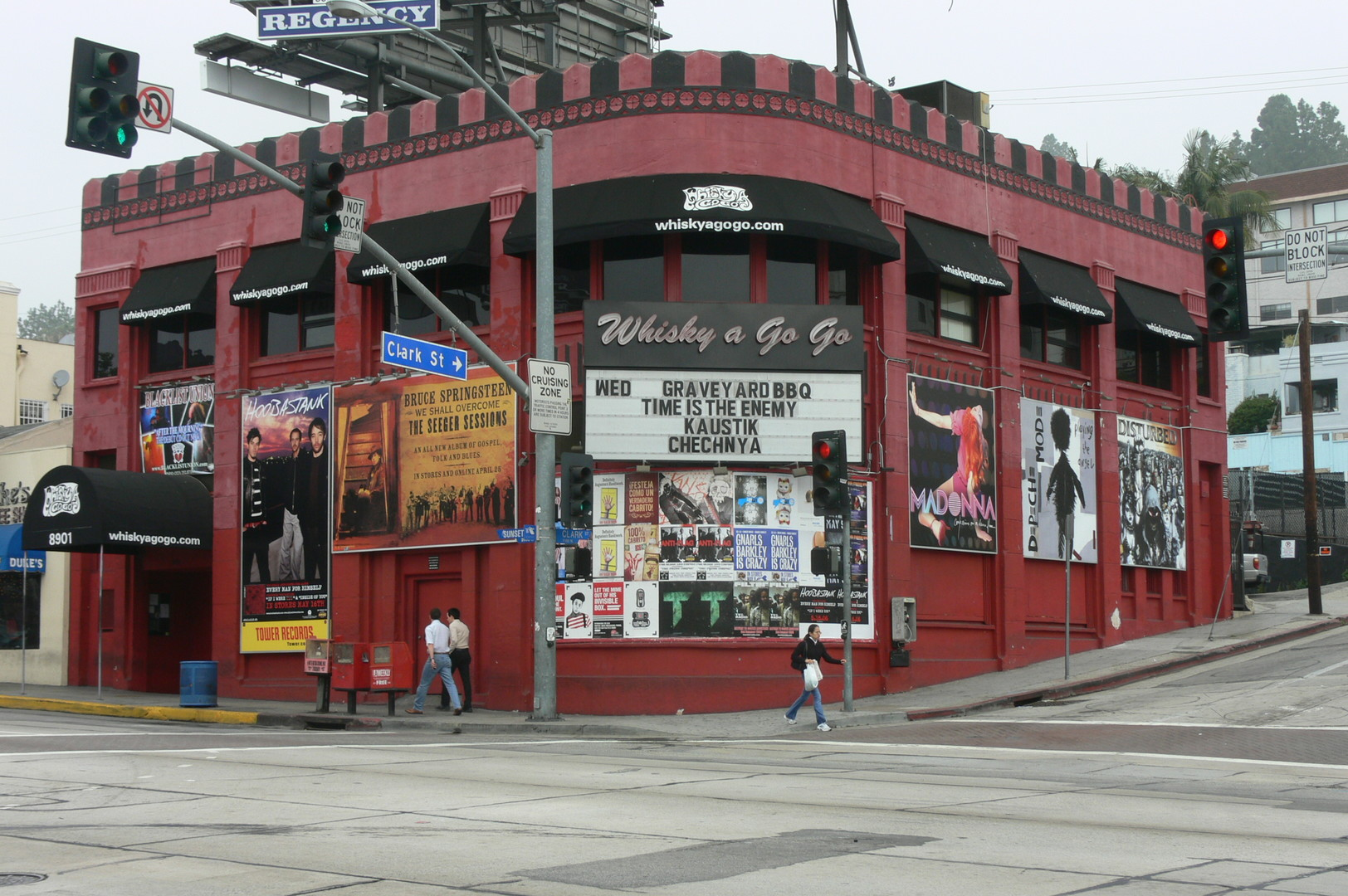
Whisky a Go Go

Whisky a Go Go是位於美国西好莱坞日落大道的一家夜總會，于1964年1月16日开业。  2013年開始發售的电子游戏俠盜獵車手V中的一个名为Tequi-la-la的夜总会就是以Whisky a Go Go為原型。